# Cova de les Malladetes
La cova de les Malladetes és una cavitat natural i un jaciment arqueològic situat a la localitat de Barx, a la comarca valenciana de la Safor. La cova s'alça en un punt elevat en els contraforts del Montdúber.
En el seu interior s'han detectat materials datats en el Paleolític superior i un estrat neolític. L'entrada a la cova es duia a terme per tres boques, una central i de prop de 10 metres d'altura, i altres dues en l'arc de la volta. Consta de tres nivells estratigràfics que documenten el pas de diverses cultures per la cova.
A les Malladetes s'ha identificat restes de ceràmica decorada, peces de sílex o puntes de fletxa, així com ossos humans i d'animals. Aquests vestigis es conserven al Museu de Prehistòria de València.